# GNU TeXmacs
El GNU TeXmacs és un editor de text lliure basat en LaTeX, forma part del Projecte GNU. És un projecte multiplataforma. Tot i ser un editor de text, està especialment dissenyat per l'edició de textos científics, tècnics i matemàtics. El programa produeix documents estructurats i la interfície d'usuari fa servir la tecnologia WYSIWYG de manera que l'usuari veu allò que s'edita (tot i fer servir LaTeX).

## Característiques
A més de les funcionalitats bàsiques que són habituals en un editor de text, com copiar, retallar i enganxar textos, imprimir...
GNU TeXmacs es fa servir com a interfície per a altres programes de càlcul simbòlic com Maxima, Sage, Octave o Dr Geo. A més, incorpora, d'entre altres, les següents formalitats:
- Suport de textos internacionalitzats, usant la codificació UTF-8.
- Creació d'imatges tècniques i matemàtiques.
- Corrector ortogràfic multiidioma.
- Incorporació de plugins per a ampliar funcions les funcionalitats bàsiques del programa.
- Opcions de menú i tecles ràpides per a l'edició matemàtica.
- Creació de textos interactius.
- Realització de càlculs simbòlics.
- Creació de documents HTML a partir de documents del TeXmacs.
- Interacció amb altres programes de càlcul algebraic, entre els quals Axiom, Giac, Macaualy 2, Mathematica, Maxima, Mupad, PARI/GP.